# Сенад Халитовић
Сенад Халитовић (Крушево, Нови Пазар, 14. фебруар 1979) је четврти реис-ул-улема Исламске заједнице Србије. На ту позицију изабран је 2023. године, уместо Сеада Насуфовића. Пре тога је од 2019. до 2023. године био муфтија санџачки Исламске заједнице Србије. 

## Биографија
Родио се у Крушеву код Новог Пазара 14. фебруара 1979. године. Завршио је медресу „Гази Иса-бег” у Новом Пазару. У Сани, главном граду Јемена завршио је Факултет Исламских наука 2004. године, а две године касније на истом универзитету је стекао звање магистра исламских наука. Експерт је из области исламске идеологије и мисионарства. 
Дуго времена, Халитовић је био упослен у Новом Пазару као главни имам новопазарског меџлиса и помоћник Муфтије санџачког. У Тутину је 2019. године изабран је за муфтију санџачког. У конкуренцији пет кандидата, Салиховић је добио једногласну подршку.
Изабран је за реис-ул-улему Исламске заједнице Србије 15. октобра 2023. године. Он је изабрана на свечаној седници у новопазарској Бор џамији. Скупу је присуствовало 150 делегата, а пре гласања је од кандидатуре одустао србијански муфтија Мухамед Зилкић.